# Kurt Zouma
Kurt Zouma (Lyon, 27 de outubro de 1994) é um futebolista francês que atua como zagueiro. Atualmente Está Sem Clube
Em janeiro de 2014, foi nomeado pelo jornal The Guardian um dos 10 jovens mais promissores da Europa.

## Clubes

### Saint-Étienne
Nascido em Lyon, Zouma jogou no Saint-Étienne desde 2009. Em 2 de abril de 2011, Kurt assinou seu primeiro contrato profissional, pelo período de três anos. Ele foi, posteriormente, promovido para a equipe profissional pelo treinador Christophe Galtier na temporada 2011–12. Zouma fez sua estréia profissional em 31 de agosto de 2011 pela Coupe de la Ligue contra o Bordeaux. Ele jogou toda a partida, na vitória por 3-1.

### Chelsea
Em 31 de janeiro de 2014, Zouma foi contratado pelo Chelsea. Mesmo contratado pelo clube inglês, Zouma permaneceu no Saint-Étienne emprestado pela temporada 2013–14. Zouma jogou pela primeira vez no Chelsea como substituto em um amistoso de pré-temporada contra o Wycombe Wanderers. Ele marcou seu primeiro gol pelo clube na vitória por 2-1 no amistoso contra o esloveno Olimpija, em 27 de julho de 2014. Recebeu a camisa número 5, anteriormente usada por Michael Essien.

### Stoke City
No dia 21 de julho de 2017, Zouma assinou novo contrato com Chelsea por mais 6 temporadas. Foi cedido por empréstimo ao Stoke City até o fim da temporada 2017–18

## Seleção Francesa
Zouma representou seu país em 2010 e 2011 nas categorias sub-16 e sub-17. Ele jogou com a equipe Sub-17 de 2011 o Campeonato Europeu de Futebol Sub-17 e o Campeonato Mundial de Futebol Sub-17.

## Títulos
Saint-Étienne
- Copa da Liga Francesa: 2012–13

Chelsea
- Copa da Liga Inglesa: 2014–15
- Campeonato Inglês: 2014–15, 2016–17
- Liga dos Campeões da UEFA: 2020–21
- Supercopa da UEFA: 2021

West Ham
- Liga Conferência Europa da UEFA: 2022-23

## Vida pessoal
Em 7 de fevereiro de 2022, foi divulgado um vídeo onde Zouma aparece agredindo seu gato de estimação.